# 시마다촌 (시즈오카현)
시마다촌(일본어: 島田村)은 일본 시즈오카현 후지군에 속했던 촌이다. 현재의 후지시 중심부의 남측에 해당한다.

## 역사
- 1889년 4월 1일 - 정촌제 시행에 의해 후지군 시마다촌이 성립하였다.
- 1940년 4월 1일 - 요시와라정에 편입해, 동일 시마다촌은 폐지되었다.

## 교통

### 철도
- 일본국유철도 도카이도 본선은  촌지역을 지나고 있지만 역은 없었다. 또한 현재는 구촌 지역에는 가쿠난 전차 가쿠난선 지야토코마에역이 소재하고 있으며, 도카이도 신칸센이 통과하지만, 당시엔 미개통이였다.

### 도로
- 국도 제1호선

## 참고문헌
- 가도카와 일본 지명 대사전 22 静岡県